# Jack & Judy Geller
Jack (Elliott Gould) og Judy Geller (Christina Pickles) er Ross og Monicas forældre i tv-serien Venner.
I begyndelsen af serien, siger Jack ofte upassende kommentarer.
Judy har ofte nedladende bemærkninger om Monicas manglende kærlighedsliv og undertiden glemmer hun, at hendes datter eksisterer, samtidig med at hun begunstiger Ross frem for Monica.
Elliott Gould spillede Jack Geller i 20 afsnit, der spænder fra 1994 til 2003.